# برایس جانسون
برایس جانسون (انگلیسی: Bryce Johnson؛ زادهٔ ۱۸ آوریل ۱۹۷۷) یک هنرپیشه اهل ایالات متحده آمریکا است. وی از سال ۱۹۹۹ میلادی تاکنون مشغول فعالیت بوده‌است.
از کارهای معروف او می توان به بازی در خانه شیرین جهنمی اشاره کرد.